# Kanton Les Sables-d'Olonne
Les Sables-d'Olonne is een kanton van het departement Vendée in Frankrijk. Het kanton maakt deel uit van het arrondissement Les Sables-d'Olonne.

## Geschiedenis
Het kanton Les Sables-d'Olonne omvatte 6 gemeenten tot op 22 maart 2015 L'Île-d'Olonne, Sainte-Foy en Vairé werden overgeheveld naar het kanton Talmont-Saint-Hilaire. Op 1 januari 2019 fuseerden Château-d'Olonne, Olonne-sur-Mer en Les Sables-d'Olonne tot een commune nouvelle die ook de naam Les Sables-d'Olonne kreeg. Hierdoor omvat het kanton nog slechts een gemeente.